# Красносёлка (Шепетовский район)
Красносёлка (укр. Красносілка) — село в Шепетовском районе Хмельницкой области Украины.
Население по переписи 2001 года составляло 395 человек. Почтовый индекс — 30423. Телефонный код — 3840. Занимает площадь 47 км². Код КОАТУУ — 6825582302.

## Местный совет
30423, Хмельницкая обл., Шепетовский р-н, с. Городище, ул. Пяскорского